# Stenandrium pauciflorum
Stenandrium pauciflorum är en akantusväxtart som beskrevs av K. Vollesen. Stenandrium pauciflorum ingår i släktet Stenandrium och familjen akantusväxter. Inga underarter finns listade i Catalogue of Life.